# 재닛 나폴리타노
재닛 나폴리타노(영어: Janet Napolitano, 1957년 11월 29일 ~ )는 미국의 여성 정치인이자 대학 총장이다.
뉴욕주 뉴욕에서 태어났으며, 펜실베이니아주 피츠버그와 뉴멕시코주 앨버커키에서 성장하였다. 캘리포니아주의 산타클라라 대학교를 수석으로 졸업하고 버지니아주의 버지니아 대학교 로스쿨을 졸업하여 변호사 자격을 얻었다. 그 후 애리조나주 피닉스에서 변호사로 활동했는데, 1991년 클래런스 토머스 연방대법관 후보로부터 성추행을 당했다는 애니타 힐의 변론을 맡아 유명해졌다. 1993년 애리조나주 연방검사를 거쳐 1999년 ~ 2003년 민주당 소속 애리조나 주검사로 재직했으며, 2002년 애리조나 주지사 선거에 출마, 당선되어 2003년부터 주지사를 지냈다. 그는 친기업적 정책으로 경제 성장률을 높여 인기를 모아 공화당 지지율이 높은데도 민주당 소속으로 2006년 선거에서 재선되었다. 멕시코와 국경을 접한 주의 주지사로 재직하면서 불법이민 문제에 대한 적극적인 대책을 제시했다. 이러한 점이 인정되어 그는 2009년 1월 출범한 버락 오바마 행정부의 국토안보부 장관으로 지명되어 의회 인준을 통과, 2013년 9월 6일까지 국토안보부 장관으로 재직했다. 정부를 떠난 후 현재까지 캘리포니아 대학교 총장으로 활동 중이다.

## 역대 선거 결과
| 선거명      | 직책명               | 대수 | 정당   | 득표율   | 득표수    | 결과 | 당락                     |
| ----------- | -------------------- | ---- | ------ | -------- | --------- | ---- | ------------------------ |
| 1993년 선거 | 애리조나 지방 변호사 | -대  | 민주당 | 단독후보 | 무투표    | 1위  | 애리조나 변호사 당선     |
| 1998년 선거 | 애리조나 법무장관    | 23대 | 민주당 | 50.41%   | 509,516표 | 1위  | 애리조나주 법무장관 당선 |
| 2002년 선거 | 애리조나 주지사      | 21대 | 민주당 | 46.19%   | 566,284표 | 1위  | 애리조나 주지사 당선     |
| 2006년 선거 | 애리조나 주지사      | 21대 | 민주당 | 62.59%   | 959,830표 | 1위  | 애리조나 주지사 당선     |